# Kanton Les Corbières
Der Kanton Les Corbières ist ein französischer Wahlkreis im Département Aude in der Region Okzitanien. Er umfasst 54 Gemeinden aus den Arrondissements Narbonne und Carcassonne. Bei der landesweiten Neuordnung der französischen Kantone Anfang 2015 wurde er zunächst als Kanton Fabrezan neu geschaffen. Durch einen weiteren Erlass erhielt der Kanton zum 1. Januar 2016 seinen jetzigen Namen.

## Gemeinden
Der Kanton besteht aus 54 Gemeinden mit insgesamt 16.461 Einwohnern (Stand: 1. Januar 2022) auf einer Gesamtfläche von 1.025,06 km²:
| Gemeinde                       | Einwohner 1. Januar 2022 | Fläche km² | Dichte Einw./km² | Code INSEE | Postleitzahl |
| ------------------------------ | ------------------------ | ---------- | ---------------- | ---------- | ------------ |
| Albas                          | 78                       | 22,69      | 3                | 11006      | 11360        |
| Albières                       | 111                      | 17,25      | 6                | 11007      | 11330        |
| Auriac                         | 33                       | 20,93      | 2                | 11020      | 11330        |
| Bouisse                        | 103                      | 25,44      | 4                | 11044      | 11330        |
| Boutenac                       | 739                      | 22,96      | 32               | 11048      | 11200        |
| Camplong-d’Aude                | 385                      | 12,28      | 31               | 11064      | 11200        |
| Cascastel-des-Corbières        | 216                      | 15,38      | 14               | 11071      | 11360        |
| Coustouge                      | 116                      | 9,67       | 12               | 11110      | 11220        |
| Cucugnan                       | 121                      | 15,33      | 8                | 11113      | 11350        |
| Davejean                       | 147                      | 13,36      | 11               | 11117      | 11330        |
| Dernacueillette                | 44                       | 7,75       | 6                | 11118      | 11330        |
| Duilhac-sous-Peyrepertuse      | 145                      | 21,09      | 7                | 11123      | 11350        |
| Durban-Corbières               | 644                      | 25,90      | 25               | 11124      | 11360        |
| Embres-et-Castelmaure          | 158                      | 32,20      | 5                | 11125      | 11360        |
| Fabrezan                       | 1.254                    | 28,62      | 44               | 11132      | 11200        |
| Félines-Termenès               | 133                      | 10,01      | 13               | 11137      | 11330        |
| Ferrals-les-Corbières          | 1.267                    | 15,95      | 79               | 11140      | 11200        |
| Fontcouverte                   | 574                      | 9,97       | 58               | 11148      | 11700        |
| Fontjoncouse                   | 139                      | 27,35      | 5                | 11152      | 11360        |
| Fraissé-des-Corbières          | 221                      | 19,10      | 12               | 11157      | 11360        |
| Jonquières                     | 46                       | 13,66      | 3                | 11176      | 11220        |
| Lagrasse                       | 548                      | 32,20      | 17               | 11185      | 11220        |
| Lairière                       | 52                       | 13,08      | 4                | 11186      | 11330        |
| Lanet                          | 59                       | 8,75       | 7                | 11187      | 11330        |
| Laroque-de-Fa                  | 141                      | 20,41      | 7                | 11191      | 11330        |
| Luc-sur-Orbieu                 | 1.159                    | 9,88       | 117              | 11210      | 11200        |
| Maisons                        | 52                       | 12,15      | 4                | 11213      | 11330        |
| Massac                         | 28                       | 11,89      | 2                | 11224      | 11330        |
| Montgaillard                   | 37                       | 16,72      | 2                | 11245      | 11330        |
| Montjoi                        | 40                       | 7,18       | 6                | 11250      | 11330        |
| Montséret                      | 620                      | 11,31      | 55               | 11256      | 11200        |
| Mouthoumet                     | 115                      | 13,73      | 8                | 11260      | 11330        |
| Padern                         | 142                      | 29,79      | 5                | 11270      | 11350        |
| Palairac                       | 31                       | 17,93      | 2                | 11271      | 11330        |
| Paziols                        | 528                      | 28,02      | 19               | 11276      | 11350        |
| Quintillan                     | 57                       | 16,42      | 3                | 11305      | 11360        |
| Ribaute                        | 264                      | 9,41       | 28               | 11311      | 11220        |
| Rouffiac-des-Corbières         | 71                       | 16,04      | 4                | 11326      | 11350        |
| Saint-André-de-Roquelongue     | 1.400                    | 30,81      | 45               | 11332      | 11200        |
| Saint-Jean-de-Barrou           | 269                      | 7,61       | 35               | 11345      | 11360        |
| Saint-Laurent-de-la-Cabrerisse | 757                      | 25,03      | 30               | 11351      | 11220        |
| Saint-Martin-des-Puits         | 30                       | 6,94       | 4                | 11354      | 11220        |
| Saint-Pierre-des-Champs        | 202                      | 15,89      | 13               | 11363      | 11220        |
| Salza                          | 28                       | 8,34       | 3                | 11374      | 11330        |
| Soulatgé                       | 130                      | 24,16      | 5                | 11384      | 11330        |
| Talairan                       | 436                      | 36,29      | 12               | 11386      | 11220        |
| Termes                         | 49                       | 18,63      | 3                | 11388      | 11330        |
| Thézan-des-Corbières           | 568                      | 26,38      | 22               | 11390      | 11200        |
| Tournissan                     | 284                      | 11,53      | 25               | 11392      | 11220        |
| Tuchan                         | 790                      | 59,52      | 13               | 11401      | 11350        |
| Vignevieille                   | 106                      | 16,72      | 6                | 11409      | 11330        |
| Villeneuve-les-Corbières       | 252                      | 24,31      | 10               | 11431      | 11360        |
| Villerouge-Termenès            | 163                      | 19,41      | 8                | 11435      | 11330        |
| Villesèque-des-Corbières       | 379                      | 31,69      | 12               | 11436      | 11360        |
| Kanton Les Corbières           | 16.461                   | 1.025,06   | 16               | 1107       | –            |

## Politik
| Vertreter im Departementrat | Vertreter im Departementrat | Vertreter im Departementrat |
| Amtszeit                    | Namen                       | Partei                      |
| --------------------------- | --------------------------- | --------------------------- |
| 2015–                       | Hervé Baro Isabelle Gea     | PS                          |